# Wilhelm Eimers
Wilhelm Eimers (* 3. Februar 1950 in Duisburg) ist ein deutscher Gasballonfahrer.

## Sportliche Erfolge
Mit Erlangen der Privatpilotenlizenz (PPL-D) in den 1970er Jahren hob Eimers zu über 1000 Fahrten mit dem Gasballon ab. Rund 1300 Fahrten absolvierte er mit dem Heißluftballon. 1994 fuhr Eimers als erster Mensch mit einem Ballon von Deutschland über den Kanal nach Großbritannien, um später in Irland zu landen. Bei den unzähligen Leistungsfahrten von deutschen Startplätzen nach ganz Europa scheiterte Eimers zweimal. 1986 wasserte er mit dem Ballon D-Der Essener in der Biscaya, als eine Überfahrt nach Spanien windbedingt nicht gelang. Nach einer schwierigen Bergung konnten Eimers und sein Copilot Ricken sicher ans Festland gebracht werden.
Mit dem als Luftfahrzeug geltenden Gasballon gelang Eimers der fünffache Sieg im Gordon-Bennett-Cup in den Jahren 1995, 1996, 2000 mit seinem Copiloten Bernd Landsmann (1954–2018), 2014 mit seinem Copiloten Matthias Zenge und 2022 mit seinem Sohn Benjamin Eimers. Zudem errang er neun Vizetitel beim Gordon-Bennett-Cup (1992, 1993, 2002, 2004, 2005, 2006, 2010, 2013, 2023) und mehrmalige Siege beim deutschen dezentralen Leistungswettbewerb (zuletzt 2013) für Gasballone.
Des Weiteren nahm Eimers seit 1998 neunmal an den amerikanischen Meisterschaften teil, zuletzt 2017 mit seinem Sohn Sebastian Eimers, die er dreimal als Vizemeister (zuletzt 2012) beendete. 1995 fuhren Eimers und sein Copilot Bernd Landsmann mit einem Gasballon von Wil in der Schweiz bis nach Riga in Lettland und landete dort nach 92:11 h. Der alte Weltrekord wurde dabei um 22 Stunden übertroffen. In der zweitkleinsten Gasballonklasse (250 m³) stellte er im Mai 2011 einen weiteren Dauerweltrekord mit 23:18 Std. auf. Außerdem hält er weitere sieben deutsche Gasballonrekorde in verschiedenen Größenklassen und Disziplin, u. a. Dauer-, Strecken- und Höhenrekorde.
2006 wurde unter dem Vorsitz von Eimers nach fast 20-jähriger Planungszeit in Gladbeck ein neues Leistungszentrum für Gasballone eröffnet.

## Auszeichnungen
- 1993: Diplôme de Montgolfier, die höchste Auszeichnung in der internationalen Sportluftfahrt
- 2007: Sportplakette des Landes Nordrhein-Westfalen, verliehen vom NRW-Innenminister Ingo Wolf[5]
- 2014: Sportler des Jahres im Deutschen Aero Club e. V. für den Gewinn der Gasballonweltmeisterschaft.
- 2017: Ehrenplakette der Stadt Gladbeck. für die Durchführung der Gasballonweltmeisterschaft, die im September 2016 in Gladbeck stattfand.